# The Cure That Failed
The Cure That Failed é um filme de comédia dos Estados Unidos de 1913 estrelado por Mabel Normand, Ford Sterling e Fred Mace. O filme foi dirigido por George Nichols.